# Chola Bosch
Chola Bosch  (San Martín, Buenos Aires, Argentina; 5 de mayo de 1915 - Ibídem; 7 de diciembre de 2008) fue una cancionista y actriz argentina.

## Carrera
Chola Bosch fue una consagrada actriz de radio, cine y teatro, pero sobre todo una popular cancionista de tangos pionera en el género cantado por mujeres.
Desde niña, demuestra una gran vocación por el canto y la actuación, motivo por el cual sus padres, Atilio y Ana, decidieron inscribirla en una academia cercana a su domicilio, donde cursaría teatro y canto.
A los 19 años, debutó ante los micrófonos de LX8 Radio París integrando el Cuarteto Vocal Ferri, junto a  María de la Fuente.
En 1936, actuó como cantante solista en LR4 Radio Splendid, también como cantante y actriz en la Compañía de los Hermanos Pepe y César Ratti, en el Teatro Apolo.
En 1937 integra el elenco de cantantes de Radio Stentor y se sumó a la orquesta dirigida por Tinelli, compartiendo micrófono con el cantor Rodolfo Martínez.
En 1938, animaron los bailes de carnaval del Club Villa del Parque. Durante ese año estrenó en Radio Belgrano el tango más popular de Tinelli: Por la vuelta. Lamentablemente, no lo grabaron, en cambio sí lo llevaron al disco la cancionista Tita Galatro y la orquesta de Francisco Lomuto con la voz de Jorge Omar, ambos en el año 1939.
En 1941, el rubro Tinelli-Bosch, compartieron un exitoso programa en LR6 Radio Mitre, junto a la cancionista Adhelma Falcón y la orquesta de Rafael Canaro.
También hizo varias presentaciones como en el Club Social de YPF.
En 1947, la cantante compartió el escenario del Teatro Apolo con el cantor Alfredo Arrocha, junto a Gregorio Cicarelli, Leonor Rinaldi, Tito Lusiardo, Delia Codebó y Juan Dardés.
Luego de dejar la orquesta de Tinelli fue convocada para personificar un personaje en una comedia en el Teatro Casino, de la calle Maipú 356 y realizó, además, una temporada como actriz de radioteatro, en Radio Belgrano, junto al actor Roberto Salinas.
A partir de 1950, se incorporó a Radio Splendid, dividiendo la tarea como cantante y actriz. Actuó en distintos espectáculos hasta que, en 1956, se alejó de la actividad. Tuvo un fugaz regreso como cancionista en 1963, en Radio Belgrano, acompañada por la orquesta estable de la emisora.
Ya en la segunda mitad de la década del '60 sus presentaciones se fueron distanciando y fue desapareciendo de los escenarios porteños.
En 1979 se le otorgó un diploma celebrando la Tercera Noche del Cine Argentino, honor que no fue retirado por Bosch.
La actriz y cancionista Chola Bosch falleció de complicaciones naturales el domingo 7 de diciembre de 2008, contando con 94 años de edad.

## Filmografía
- 1937:  La virgencita de madera, dirigida por Sebastián M. Naón, con argumento de Ricardo Hicken. Junto a los hermanos Ratti.
- 1944: Un muchacho de Buenos Aires, dirigida por Julio Irigoyen, junto con el cantor Héctor Palacios.[6]

## Teatro
- Hay baile en la Crucecita (1947) de  Germán Ziclis.
- El tango...hay que saberlo bailar (1947), estrenada en el Teatro Apolo.
- ¡Han robado un millón! (1947).
- La borrachera del tango (1947).
- No se achique Don Enrique (1948), estrenada en el Teatro Apolo con la Compañía Argentina de Espectáculos Cómicos encabezada por Gregorio Cicarelli, Leonor Rinaldi, Tito Lusiardo y Juan Dardés.[7]
- Entre taitas anda el juego (1948).
- Espionaje en alta mar, estrenada en Teatro Nacional, protagonizada junto a Pablo Palitos.[8]
- El bailarín del cabaret.

## Temas interpretados
- El embrujo de tu violín, bajo el sello Odeón, junto a Luis Mendoza y la Orquesta José Tinelli.
- Se marchita un clavel
- Un buen recuerdo, cuyo compositor era el pianista de la compañía, José Tinelli.
- Canción de amor
- Música de ensueño
- Un buen recuerdo
- Milonga nueva